# Teća
Tȅća (od mlet. techia), rájngla, rájndlika (od njem. dijal. Reindl), šérpa, šèrpenja (od njem. Scherbe) je metalna niska kuhinjska posuda, zdjela u kojoj se kuha. Visina joj je niža u odnosu na lonac.

## Vanjske poveznice
- D.D.: OTKRIVEN NAJVEĆI SPLITSKI MISTERIJ Evo odakle teća u tuči ispred Vanille, Dalmacija danas. 9. travnja 2019.
- N.M.: Splitska produkcijska kuća napravila videoklip 'Honky Tonk Potman', Dalmatinski portal. 8. travnja 2019.
- I loncem i poklopcem i tećicom u glavu...', objavljeno 9. travnja 2019., kanal Jurice Galića Juke na YouTubeu
- Diana Barbarić: Našli smo 'THE TEĆICU': nakon tučnjave završila je u izlogu, Slobodna Dalmacija. 9. travnja 2019.
- Mario Matana: Humanitarna akcija u Splitu za macu Kolindu i njezinu ekipu, 24sata. 9. travnja 2019.
- Živana Sušak Živković: Ljudi je dolaze slikavat, baš im je baza!, Dalmatinski portal. 9. travnja 2019.
- D.D.: Tečaj udaranja i obrane tavom i loncem , Dalmacija danas. 9. travnja 2019.
- A.F., J.V.: Zvuk lupkanja teško ćemo izbiti iz glave: tećica je zvijezda, Slobodna Dalmacija. 9. travnja 2019.